# Didymoglossum hildebrandtii
Didymoglossum hildebrandtii là một loài dương xỉ trong họ Hymenophyllaceae. Loài này được Kuhn Ebihara & Dubuisson mô tả khoa học đầu tiên năm 2006.